# Judson Pratt
Pour les articles homonymes, voir Pratt.
Judson Pratt est un acteur américain, né le 6 décembre 1916 à Hingham (Massachusetts), mort le 9 février 2002 à Los Angeles — Quartier de Northridge (Californie).

## Biographie
Au cinéma, Judson Pratt contribue à vingt-trois films américains, le premier (dans un petit rôle non crédité) étant La Loi du silence d'Alfred Hitchcock (avec Montgomery Clift et Anne Baxter), sorti en 1953. Le dernier est F.I.S.T. de Norman Jewison (avec Sylvester Stallone et Rod Steiger), sorti en 1978.
Entretemps, il apparaît notamment dans Faux-monnayeurs de Jack Arnold (1956, avec Ray Danton et Grant Williams), le western Les Cavaliers de John Ford (1959, avec John Wayne et William Holden), Le Vilain Américain de George Englund (1963, avec Marlon Brando et Eiji Okada), ou encore La Charge de la huitième brigade de Raoul Walsh (autre western, 1964, avec Troy Donahue et Suzanne Pleshette).
Pour la télévision, de 1950 à 1980 (année où il se retire), il collabore à quatre-vingt-six séries, dont Texas John Slaughter (quatre épisodes, 1958-1959), Rawhide (quatre épisodes, 1962-1963) et Quincy (trois épisodes, 1977-1980). S'y ajoutent six téléfilms entre 1972 et 1979.
Au théâtre enfin, Judson Pratt joue entre autres à Broadway (New York) dans quatre pièces, la première représentée en 1941. La deuxième est Billy Budd, adaptation du roman éponyme inachevé d'Herman Melville, avec Dennis King, Lee Marvin, Charles Nolte et Torin Thatcher, représentée en 1951. La dernière est The Desperate Hours de Joseph Hayes, mise en scène par Robert Montgomery, avec Nancy Coleman, Karl Malden et Paul Newman, représentée en 1955.

## Filmographie partielle

### Au cinéma
- 1953 : La Loi du silence (I Confess) d'Alfred Hitchcock : Murphy
- 1956 : The Toy Tiger de Jerry Hopper : Mike Wyman
- 1956 : Faux-monnayeurs (Outside the Law) de Jack Arnold : l'agent Maury Saxton
- 1956 : Marqué par la haine (Somebody Up There Likes Me) de Robert Wise : Johnny Hyland
- 1957 : L'Emprise de la peur (Man Afraid) de Harry Keller : Wilbur Fletcher
- 1958 : Flood Tide (en) d'Abner Biberman : major Harvey Thornwald
- 1958 : Le Monstre des abîmes (Monster on the Campus) de Jack Arnold : lieutenant Mike Stevens
- 1959 : Les Cavaliers (The Horse Soldiers) de John Ford : sergent-chef Kirby
- 1960 : La Chute d'un caïd (The Rise and Fall of Legs Diamond) de Budd Boetticher : « Fats » Walsh
- 1960 : Le Sergent noir (Sergeant Rutledge) de John Ford : lieutenant Mulqueen
- 1962 : A Public Affair de Bernard Girard : Hal Green
- 1962 : Un direct au cœur (Kid Galahad) de Phil Karlson : Howie Zimmerman
- 1963 : Le Vilain Américain (The Ugly American) de George Englund : Joe Bing
- 1964 : La Charge de la huitième brigade (A Distant Trumpet) de Raoul Walsh : capitaine Cedric Gray
- 1964 : Les Cheyennes (Cheyenne Autumn) de John Ford : le maire Dog Kelly
- 1969 : Hang Your Hat on the Wind de Larry Lansburgh : le père O'Flaherty
- 1971 : Un singulier directeur (The Barefoot Executive) de Robert Butler : un policier
- 1976 : Les Rescapés du futur (Futureworld) de Richard T. Heffron : le barman
- 1978 : FIST de Norman Jewison : l'avocat de Kovak

### À la télévision
Séries
- 1957 : Alfred Hitchcock présente (Alfred Hitchcock Presents)
  - Saison 3, épisode 2 Le Courrier prophétique (Mail Order Prophet) de James Neilson : Le chef du bureau de poste
- 1957-1963 : Gunsmoke ou Police des plaines (Gunsmoke ou Marshal Dillon)
  - Saison 2, épisode 30 Big Girl Lost (1957) de Ted Post et épisode 36 Daddy-O (1957) d'Andrew V. McLaglen : Bill Pence
  - Saison 8, épisode 24 Blind Man's Bluff (1963) de Ted Post : Dano
- 1958-1959 : Texas John Slaughter
  - Saison 1, épisode 1 Texas John Slaugher (1958), épisode 2 Ambush at Laredo (1958), épisode 3 Killers from Kansas (1959) et épisode 4 Showdown at Sandoval (1959) : Capitaine Cooper
- 1960 : Laramie
  - Saison 1, épisode 30 Cemetary Road : Elmo
  - Saison 2, épisode 5 Ride Into Darkness de Lesley Selander : Le shérif
- 1960 : Thriller (série TV)
- 1961 : Denis la petite peste (Dennis the Menace)
  - Saison 2, épisode 36 The Pioneers de William D. Russell : M. Kowalski
- 1961 : Aventures dans les îles (Adventures in Paradise)
  - Saison 3, épisode 9 Menace contre l'inconnu (The Assassins) de Robert Florey : Harry Summers
- 1961-1963 : Bonanza
  - Saison 2, épisode 30 The Thunderhead Swindle (1961) : Jim Bronson
  - Saison 4, épisode 18 Half a Rogue (1963) de Don McDougall : Jeb Nelson
- 1962 : Cheyenne
  - Saison 6, épisode 12 One Way Ticket : Vince Harper
- 1962-1963 : Rawhide
  - Saison 4, épisode 26 Les Retrouvailles (Incident of the Reunion, 1962) de Sobey Martin : Sergent Morgan
  - Saison 5, épisode 20 L'Arbre au pendu (Incident of the Gallows Tree, 1963 - Le shérif Ben Devlin) de Christian Nyby et épisode 29 Alkali Sink (Incident at Alkali Sink, 1963 - Reb) de Don McDougall
  - Saison 6, épisode 2 Le Chef pacifique (Incident of Iron Bull, 1963) de Christian Nyby : Sergent Grogan
- 1962-1967 : Le Virginien (The Virginian)
  - Saison 1, épisode 7 Riff-Raff (1962) de Bernard Girard : Harry
  - Saison 3, épisode 11 All Nice and Legal (1964) de Don McDougall : Jerd « Jack » Morgan
  - Saison 6, épisode 14 A Small Taste of Justice (1967) de Don McDougall : Ned Clymer
- 1964 : Le Fugitif (The Fugitive)
  - Saison 1, épisode 17 Venez me voir mourir (Come Watch Me Die) de László Benedek : Bowers
- 1964-1965 : Les Aventuriers du Far West (Death Valley Days)
  - Saison 13, épisode 7 The Left Hand Is Damned (1964 - rôle non spécifié) d'Harmon Jones et épisode 18 Raid on the San Francisco Mint (1965 - Le général)
- 1964-1966 : Daniel Boone
  - Saison 1, épisode 4 The Family Fluellen (1964) : Amos Wythe
  - Saison 2, épisode 17 Seminole Territory (1966) de John Florea : John Bridger
- 1966 : Monsieur Ed, le cheval qui parle (Mister Ed)
  - Saison 6, épisode 11 Ed and the Motorcycle d'Arthur Lubin : Le policier du parc
- 1966 : Perry Mason (personnage de fiction)Perry Mason, première série
  - Saison 9, épisode 21 The Case of the Twice Told Twist : Tom Loman
- 1967 : Ma sorcière bien-aimée (Bewitched)
  - Saison 3, épisode 28 Un très gentil garçon (No More, Mr. Nice Guy) de William Asher : Eastwood
- 1967 : Lassie
  - Saison 14, épisode 2 Inferno de William Beaudine : Pat Rockford
- 1967 : Le Cheval de fer (Iron Horse)
  - Saison 2, épisode 14 Wild Track : Brady
- 1969 : La Nouvelle Équipe (The Mod Squad)
  - Saison 2, épisode 13 Never Give the Fuzz and Even Break d'Earl Bellamy : Dr Arthur Steelman
- 1970 : L'Homme de fer (Ironside)
  - Saison 4, épisode 10 Trahison (The Man on the Inside) de Don McDougall : Parrish
- 1972 : Cannon
  - Saison 1, épisode 18 Le Trésor de Saint Ignace (Treasure of San Ignacio) : Mike
- 1972 : Mission impossible (Mission : Impossible), première série
  - Saison 7, épisode 9 Faux témoin (Hit) de Reza Badiyi : Warden Lorimer
- 1973 : Kung Fu
  - Saison 1, épisode 5 Œil pour œil (An Eye for an Eye) de Jerry Thorpe : Cotton
- 1974 : Kojak
  - Saison 2, épisodes 1 et 2 Crime de lèse-majesté, 1re et 2e parties (The Chinatown Murders, Parts I & II) de Jeannot Szwarc : Danny Boyle
- 1974 : Docteur Marcus Welby (Marcus Welby, M.D.)
  - Saison 6, épisode 6 The Fatal Challenge : Fred Blainey
- 1975-1977 : Police Story
  - Saison 2, épisode 21 The Witness (1975) : Le juge
  - Saison 4, épisode 11 The Jar, Part II (1977 - Le premier juge) de Michael O'Herlihy et épisode 19 One of Our Cops Is Crazy (1977 - Le juge Farrell)
- 1976 : La Petite Maison dans la prairie (Little House on the Prairie)
  - Saison 2, épisode 18 Une éternité (The Long Road Home) de Michael Landon : Sam Wallace
- 1976 : Section 4 (S.W.A.T.)
  - Saison 2, épisode 25 Officer Luca, You're Dead : O.C. Sullivan
- 1976 : Drôles de dames (Charlie's Angels)
  - Saison 1, épisode 6 Une enquête musclée (The Kiling Kind) de Richard Benedict : Dr Dignam
- 1976 : Sur la piste des Cheyennes (The Quest)
  - Saison unique, épisode 7 La Femme de la prairie (Prairie Woman) : Amos Leeds
- 1976 : Switch
  - Saison 2, épisode 11 Maggie's Hero de Noel Black : Jarvis
- 1977 : Les Rues de San Francisco (The Streets of San Francisco)
  - Saison 5, épisode 11 Un dernier tour (One Last Trick) : M. Stewart
- 1978 : L'Incroyable Hulk (The Incredible Hulk)
  - Saison 2, épisode 9 Hulk à la une (Stop the Presses)
- 1977-1980 : Quincy (Quincy, M.E.)
  - Saison 3, épisode 9 The Hero Syndrome (1977) de Gerald Mayer : M. Antrim
  - Saison 4, épisode 10 A Question of Death (1979) de Ray Danton : M. Murphy
  - Saison 5, épisode 13 Diplomatic Immunity (1980) de Ray Danton : Le chef de la sécurité

Téléfilms
- 1972 : The Weekend Nun de Jeannot Szwarc : Le prêtre
- 1973 : Le Train de l'angoisse (Runaway!) de David Lowell Rich : Bill Travers
- 1979 : The Ordeal of Patty Hearst de Paul Wendkos : L'inspecteur

## Théâtre à Broadway (intégrale)
- 1941 : Popsy de Frederick Herendeen : Le messager de la Western Union
- 1951 : Billy Budd, adaptation par Louis O. Coxe et Robert Chapman du roman éponyme inachevé d'Herman Melville : Payne / Talbot (remplacement)
- 1952 : Hook n' Ladder de Charles Hoerner et Henry Miles : Sam Ross
- 1955 : The Desperate Hours de Joseph Hayes, d'après son roman éponyme, mise en scène de Robert Montgomery : Tom Winston